# Ptilogyna (Plusiomyia) spissigrada
Ptilogyna (Plusiomyia) spissigrada is een tweevleugelige uit de familie langpootmuggen (Tipulidae). De soort komt voor in het Australaziatisch gebied.